# Монтедіо Ямаґата
Монтедіо Ямаґата (яп. モンテディオ山形, Монтедіо Ямаґата) — японський футбольний клуб з міста Ямаґата, який виступає в Джей-лізі 2.

## Відомі гравці
- Момоду Мутаїру